# Dymasius bicuspis
Dymasius bicuspis är en skalbaggsart som beskrevs av Holzschuh 2006. Dymasius bicuspis ingår i släktet Dymasius och familjen långhorningar. Inga underarter finns listade i Catalogue of Life.